# Un diamant brut
Pour les articles homonymes, voir Diamant.
Un diamant brut. Vézelay-Paris 1938-1950 est une autobiographie d'Yvette Szczupak-Thomas publié en 2008, soit cinq ans après sa mort. L'auteure raconte ses premières années à Vaux (ancienne commune de l'Yonne, désormais un faubourg d'Auxerre), Fougilet, au hameau des Chaumots à Vézelay où elle rencontre les Zervos puis Paris où elle découvre la vie intellectuelle de la capitale. Le livre s'achève avec la découverte d’Israël par la jeune Yvette, qui part avec Sacha Szczupak.
Le titre fait directement référence à la remarque de Christian Zervos lors de leur rencontre à Vézelay en mai 1942, : « votre petite reine, c'est un joyau brut ». Selon Patrick Rödel dans un article publié sur son blog, la recherche d'identité est au cœur de la problématique romanesque : « c'est peu dire que la quête de l'identité est au centre de ce livre : de mère naturelle à mère de substitution et à mère adoptive, de famille d'accueil à refus de la famille ».

## Résumé

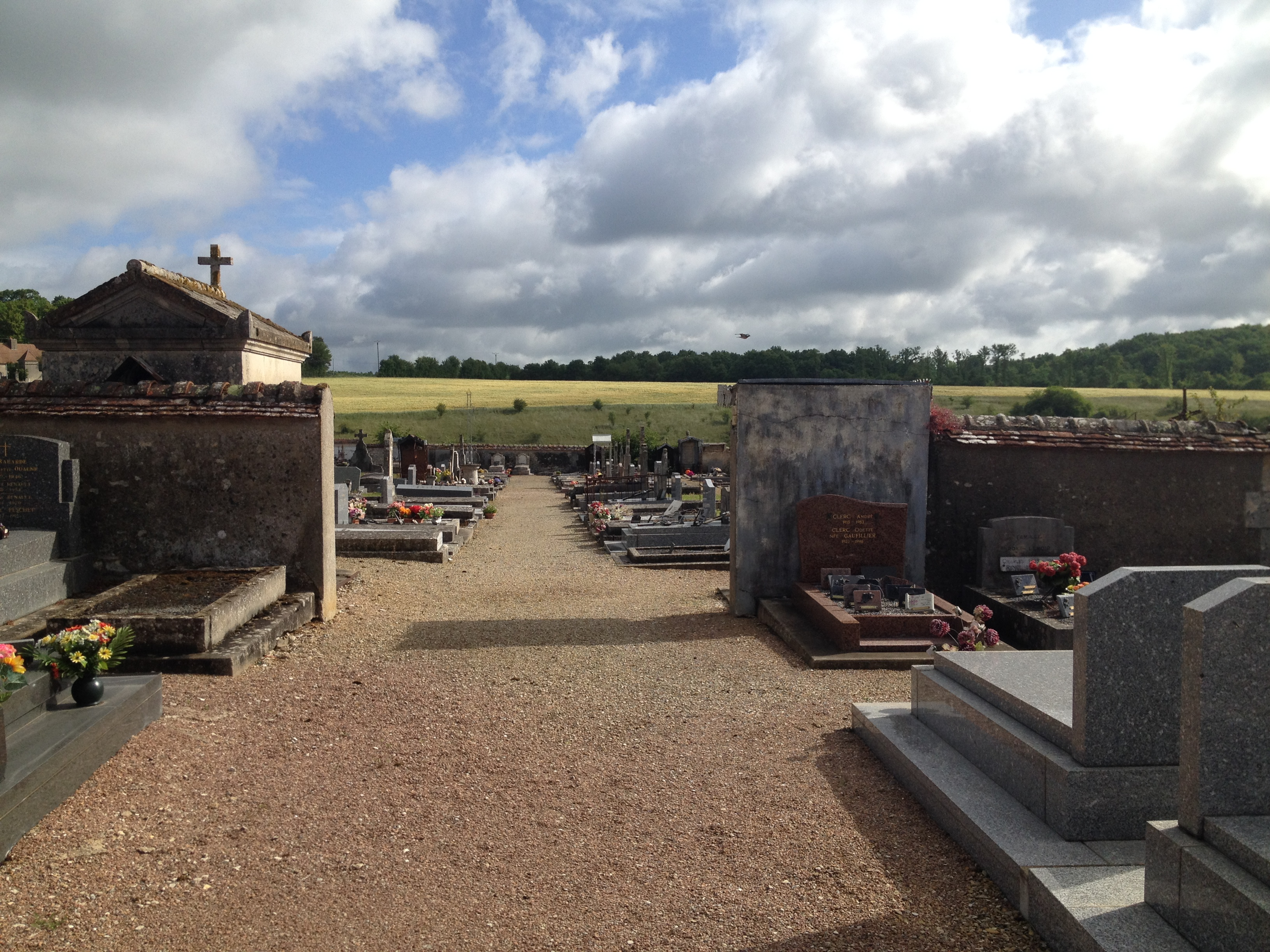
Le cimetière où est enterré le père naturel de la narratrice.

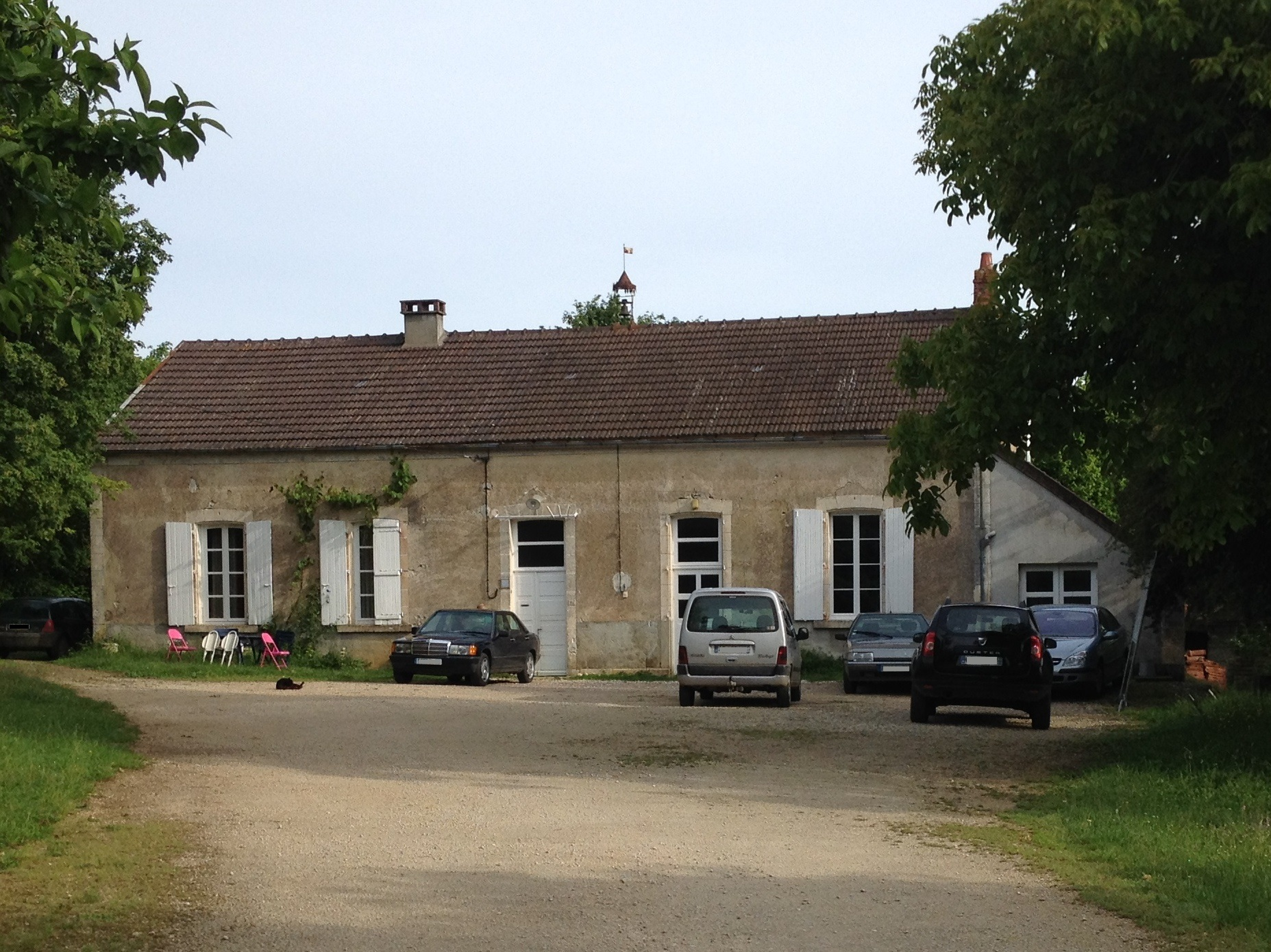
L'école de Fougilet, fréquentée par la narratrice.

Le roman débute par la narration de la vie heureuse de l'auteure à Vaux chez « Maman Blanche » et « Papa Edgar ». Elle apprend en 1938 la mort déjà ancienne de sa mère naturelle et celle récente de son père naturel. À la suite d'un passage par l'assistance publique à Auxerre, elle est placée comme fille de ferme à Fougilet, à proximité d'ailleurs de son hameau natal de Pesselières. À Fougilet, si elle parvient à furtivement rencontrer une de ses sœurs naturelles et à voir la tombe de son père naturel à Sougères-en-Puisaye, les années sont rythmées par une maltraitance telle qu'elle finit par être placée dans une autre famille aux Chaumots chez Phrasie et Gustave, où elle est à nouveau bien traitée. C'est à Vézelay qu'elle rencontre les Zervos qui résident à La Goulotte. Cette rencontre, parfois tumultueuse sinon malsaine, participe à changer son destin et à la faire vivre à Paris, fréquentant les grands artistes de son époque, tels Paul Éluard, Pablo Picasso, René Char, Alberto Giacometti ou encore Joan Miró...

## Personnages principaux
- Yvette Thomas est le personnage principal du livre et l'héroïne du récit.

- Michel Thomas est le jeune frère d'Yvette, placé lui aussi comme pupille de l'assistance publique dans une famille de paysans de l'Yonne. Sa vie de martyr le pousse à de nombreuses tentatives de suicide (il meurt ainsi en 2003). Il est adopté par les Zervos, à la demande d'Yvette, pour rapprocher les deux enfants.

- Papa Edgar et Maman Blanche sont les parents d’accueil d'Yvette à Vaux, de 1929 à 1935. Avant que l'Assistance publique décide d'enlever Yvette à sa famille pour la déplacer à Fougilet.

- Germaine Moreau et le patron. Ce sont les parents d'accueil d'Yvette à Fougilet. Germaine en particulier veillera a priver la petite d'effets personnels, et de l'enlever de l'école pour l’assommer de travail, la battre, et l'abrutir.

- Maman Phrasie et le père Gustave sa bien-aimée mère d'accueil aux Chaumots, petit hameau des environs de Vézelay.

- Yvonne Zervos est sa mère d'accueil à la Goulotte puis à Paris, à partir de septembre 1942. Elle aime Yvette, et réalise avec elle son désir profond d'être une mère. Lorsqu'elle va découvrir ce que son mari fait à sa fille, elle va sombrer progressivement dans l'alcool.

- Christian Zervos, que tout le monde surnomme Taky, est son père adoptif à partir de 1942. Intellectuel taciturne et travailleur acharné, il abuse sexuellement de la jeune Yvette, qui a bien du mal à comprendre ce qui lui arrive.

- Sacha Szczupak est un avocat juif polonais, polyglotte et cultivé qui possède une intelligence vive. Ce Napoléon connait les Zervos qu'il a aidé à sortir de la faillite en 1933, c'est l'homme qui lui ouvre les portes d'une nouvelle vie en Israël. Il deviendra son mari, avec qui elle aura un fils, Ariel en 1954.

- Pierre Monnot, le directeur de l'Assistance publique de l'Yonne, qui décidera tour à tour de séparer Yvette de son frère Michel, puis de les déplacer dans différentes familles d'accueil de l'Yonne.

## Lieux du récit
- Vaux, le paisible village bourguignon de l'avant-guerre est posé à la sortie d'Auxerre, au bord du canal du nivernais et l'Yonne où Yvette et son frère passent les six premières années de leur vie. Ils sont dans la famille d'accueil d'un tonnelier Papa Edgar et de sa femme Maman Blanche.

- Fougilet, le petit hameau isolé de Puisaye ou des enfants placés vivent le martyr. Yvette est maltraitée par sa mère d'accueil, Germaine Moreau et son mari le patron, qui la prive de tout et la fait travailler avec les vaches. C'est ici, qu'elle assiste à la débâcle et à l'exode de mai 1940.

- Auxerre, l'assistance publique, froide et inhumaine. L'hôpital où elle est recueillie après s'être blessée la main à la ferme des Moreau à Fougilet.

- Les Chaumots, la campagne profonde, Le hameau, non loin de Vézelay, ou l'accueil Maman Phrasie, sa troisième mère et papa Gustave.

- La Goulotte et la maison Zervos, le refuge des galeristes parisiens sous l'occupation. C'est la maison de villégiature de Christian et Yvonne Zervos, non loin du hameau des Chaumots, et de Vézelay.

- Vézelay, et le visage de la guerre. Nous vivons la libération de la ville de Vézelay, et son écrasement par les colonnes allemandes qui passent devant le village sur la route entre Clamecy et Avallon, le 31 août 1944.

- Paris occupé à Paris libéré. Nous voyons apparaître l'appartement des Zervos, à la libération, au no 40, rue du Bac, le lycée Fénelon et la galerie de Cahiers d'art au no 14, rue du Dragon.

- Jérusalem à la création d’Israël. La ville qu'elle découvre avec Sacha Szczupak en 1949, est en pleine transformation, alors qu’Israël devient un état indépendant du mandat britannique sur la Palestine.

## Réception de l'œuvre
Si une grande partie du roman traite de sa période « icaunaise », des critiques retiennent pourtant sa description de la société intellectuelle durant l'Occupation et à la Libération. Ainsi Marianne Payot considère que « le témoignage d'Yvette vaut pour ses savoureuses scènes d'anthologie » vécues après la rencontre avec les Zervos. Cette seconde partie du roman est caractérisée par Alain Beuve-Méry dans Le Monde comme un « pur régal littéraire et artistique » ; il précise d'ailleurs que « l'inconscience voire les lâchetés de cette caste privilégiée sous l'Occupation, tout comme leur attirance soudaine pour le communisme dès la Libération sont rendues avec perspicacité ». Le Nouvel Observateur parle de son côté « d'un récit, éblouissant et terrible, d'une enfance orpheline ballottée entre fermes et salons parisiens ». Christine Ferniot parle elle « d'une autobiographie déroutante et souvent douloureuse » et analyse le style de l'auteure comme induit de son activité d'artiste-peintre : « Yvette Szczupak-Thomas rédige ce livre avec l’œil du peintre, accentuant un détail pour mieux le révéler, brutalisant le rythme de sa phrase pour dire l'extravagance et le burlesque d'une situation. ».

## Édition
L'éditeur, les éditions Métailié, remercie Édith de la Héronnière ainsi que Madeleine et Antoine Bosshard pour la découverte de ce texte.